# Endoxylina stellulata
Endoxylina stellulata är en svampart som beskrevs av Romell 1892. Endoxylina stellulata ingår i släktet Endoxylina och familjen Diatrypaceae.   Inga underarter finns listade i Catalogue of Life.